# جوان جولييت باك
جوان جولييت باك (بالإنجليزية: Joan Juliet Buck)‏ هي صحفية وممثلة أمريكية، ولدت في 1948.

## وصلات خارجية
- جوان جولييت باك على موقع IMDb (الإنجليزية)
- جوان جولييت باك على موقع قاعدة بيانات الفيلم (الإنجليزية)